# Пакон
Пакон (англ. Puckane, также Puckaun; ирл. Pocán) — деревня в Ирландии, находится в графстве Северный Типперэри (провинция Манстер) у трассы R493.

## Демография
Население — 239 человек (по переписи 2006 года). В 2002 году население составляло 269 человек.
Данные переписи 2006 года:
| Общие демографические показатели |               |                               |                               |      |      |
| Всё население                    | Всё население | Изменения населения 2002—2006 | Изменения населения 2002—2006 | 2006 | 2006 |
| 2002                             | 2006          | чел.                          | %                             | муж. | жен. |
| 269                              | 239           | −30                           | −11,2                         | 127  | 112  |